# Nieskurzów Nowy
Nieskurzów Nowy – sołecka wieś w Polsce położona w województwie świętokrzyskim, w powiecie opatowskim, w gminie Baćkowice.
W latach 1975–1998 miejscowość administracyjnie należała do województwa tarnobrzeskiego.